# Piove di Sacco
Piove di Sacco é uma comuna italiana da região do Vêneto, província de Pádua, com cerca de 17.513 habitantes. Estende-se por uma área de 35 km², tendo uma densidade populacional de 500 hab/km². Faz fronteira com Arzergrande, Brugine, Campagna Lupia (VE), Campolongo Maggiore (VE), Codevigo, Pontelongo, Sant'Angelo di Piove di Sacco.

## Demografia
| Variação demográfica do município entre 1861 e 2011                               |
|                                                                                   |
| Fonte: Istituto Nazionale di Statistica (ISTAT) - Elaboração gráfica da Wikipedia |